# 新昌里 (堡里)
新昌里，是臺灣南部自明鄭時期至日治初期的一個行政區劃，其範圍即今臺南市的南區北部偏中。
新昌里北邊為臺南市，東邊為仁和里，南邊為永寧里，西邊為効忠里。

## 管轄街庄
新昌里共轄1個庄：
- 今南區境內：鹽埕庄